# Krajowa Izba Gospodarcza Elektroniki i Telekomunikacji
Krajowa Izba Gospodarcza Elektroniki i Telekomunikacji (KIGEiT) powstała w 1992 roku i działa na podstawie ustawy o izbach gospodarczych.
Izba jest zarejestrowana w Sądzie Rejonowym w Warszawie, XX Wydział Gospodarczy Krajowego Rejestru Sądowego, pod numerem 0000200670.
Izba jest organizacją typu not-profit zrzeszającą grupę podmiotów gospodarczych zajmujących się produkcją, handlem, usługami lub pracami naukowo-badawczymi w zakresie lub na rzecz elektroniki i telekomunikacji, a także w zakresie usług radiofonii i telewizji.
Izba jest członkiem EICTA i Krajowej Izby Gospodarczej oraz członkiem-obserwatorem ORGALIME jako członek federacji "Federation of the Economic Chambers of the Electromechanical Industries".
Izba świadczy różnego rodzaju usługi zarówno firmom członkowskim jak i pozostałym podmiotom gospodarczym.